# Donacaula sordidellus
Donacaula sordidellus là một loài bướm đêm trong họ Crambidae.